# Nicolas de Péchantré
Nicolas de Péchantré (Toulouse, 1638-París, 1708) fue un escritor francés.

## Biografía
Nacido en Toulouse en 1638, estudió la carrera de medicina y ejerció en su ciudad natal, pero habiendo obtenido diferentes premios de la Academia de los Juegos Florales, abandonó esta profesión y se trasladó a París. Escribió para el teatro las tragedias Geta (1687), Jugurtha, roi de Numidie (1692), La mort de Néron (1703), Le sacrifice d'Abraham y Joseph vendu par ses frères. Compuso versos en latín, piezas escritas para ser representadas en colegios y la ópera póstuma Amphion et Parthénopée. Falleció en París en 1708.